# Cofradía de San Juan (Andorra)

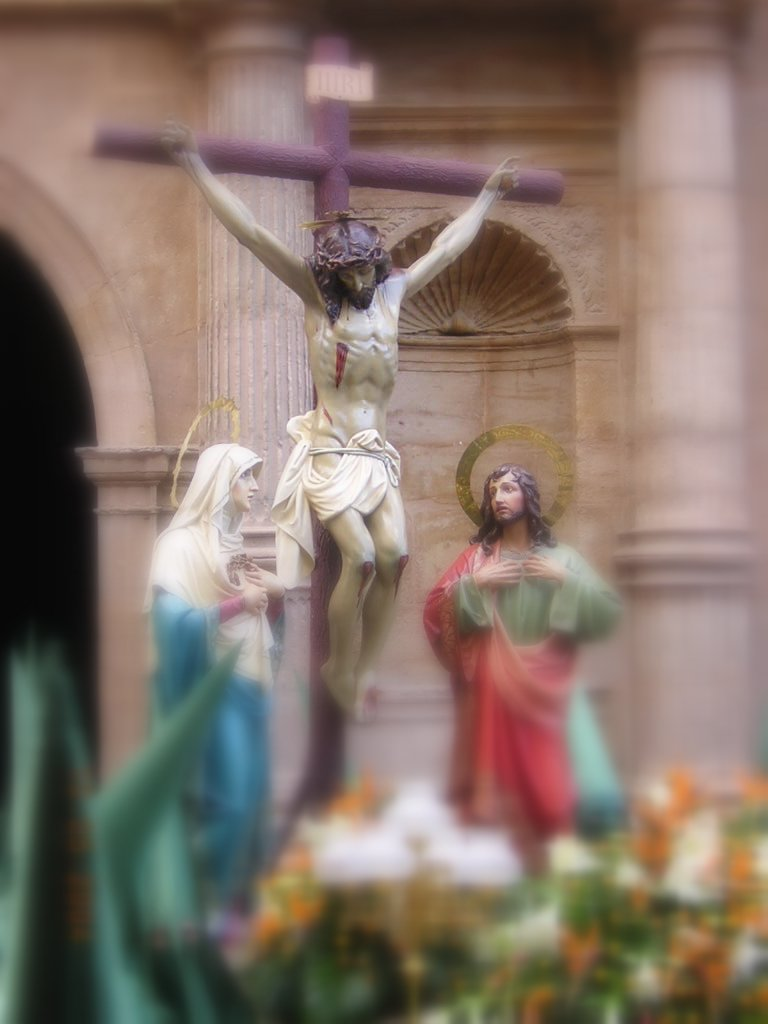
Grupo Escultórico.

La Cofradía de San Juan es una cofradía de carácter religioso y familiar que procesiona en la Semana Santa de Andorra (Teruel). Desde el año 2010 es Asociación Cultural regida por sus propios Estatutos. 
La cofradía es fundada en torno a los años 1800-1825 por el matrimonio andorrano de Macario Valero Félez y Josefina Meseguer, de quien descienden todos los familiares actuales que participan en la cofradía. La cofradía es estrictamente familiar, si bien se permite el desfile de terceros ajenos a la cofradía mientras se porte la vestimenta oficial. Actualmente son cerca de 100 personas las personas titulares de la cofradía, las cuales están divididas en 3 grupos que se encargan de la gestión de la cofradía durante la Semana Santa. 

## Vestimenta
En un primer momento los cofrades no portaban ningún tipo de vestimenta rigurosa a excepción de los cofrades que portaban el paso de la Cofradía quienes vestían con túnica de raso negro y tercerol negro sobre la cabeza. 
La actual vestimenta tiene inspiración en la Cofradía de los Discípulos de San Juan de Puertollano (Ciudad Real), debido a que un vecino andorrano, natural de la localidad de Puertollano, solicitó a la Cofradía poder desfilar con la vestimenta de la Cofradía de los Discípulos de San Juan, siendo que con el paso de los años de adoptaría como la vestimenta oficial de la Cofradía de San Juan. 
La vestimenta actual consiste en: 
- Túnica blanca con bocamanga, botones y cíngulo verdes, si bien la bocamanga ha perdido su uso.
- Capa de raso verde con franja roja en su borde interno.
- Capirote de raso verde con el emblema de la cofradía en su frente y borla blanca en la parte trasera.
- Los niños en vez de capirote portan bonete octogonal.

## Imágenes
Son tres las imágenes y pasos que ha tenido la Cofradía a lo largo de su historia. 
- Primera Imagen: Era una imagen de vestir con la cara de un joven San Juan, al cual se le vestía con túnica negra y posteriormente se le añadía un brazo portador de un cáliz. El paso fue destruido durante la Guerra Civil.

- Segunda Imagen: Escultura en yeso representando a un joven San Juan con la mirada alzada, portando un cáliz y con ropajes en colores en verdes azulados. A sus pies un Águila con las alas abiertas, símbolo de San Juan Evangelista. Esta imagen fue adquirida en 1948 procesionando hasta 1963. Posteriormente la cofradía donó la imagen a la Junta de San Macario y desde el año 2006 está expuesto en el Centro de Interpretación de la Semana Santa de Andorra.

- Tercera Imagen: Grupo escultórico representando el calvario con tres figuras principales: la Virgen María, quien porta una corona de espinas, Cristo crucificado en la Cruz y San Juan. El conjunto fue adquirido en el año 1963, siendo el paso titular que actualmente procesiona en la Semana Santa de Andorra. En el año 2008-2009 fue objeto de diversas restauraciones y se creó una nueva peana labrada en madera por un escultor andorrano.

## Escudo
De forma circular sobre fondo blanco se sitúa la imagen del monte calvario con tres cruces de madera, siendo la central la que posee la inscripción INRI en su parte superior.

## Estandarte
Lo cofradía ha tenido dos estandartes a lo largo de su historia
- Primer estandarte: Adquirido en 1992 siendo el mismo de raso blanco con bordados en seda e hilo de oro. En mitad del estandarte destacaba la imagen del calvario del paso titular.

- Segundo estandarte: Estrenado en la Semana Santa de 2014 de tela blanca rota, con la imagen del paso titular bordada en hilo, y con elementos y bordados en oro. En la parte posterior se incluye el escudo de la cofradía y el nombre de la misma. El estandarte es de madera con incrustaciones metálicas plateadas con el Águila de San Juan en su cúspide.

## Otros Elementos
- El inicio del desfile incluye a dos niños portando dos faroles los cuales eran antiguos elementos de iluminación que tenía el paso adquirido en 1948. 
- Durante muchos años, varios miembros de la cofradía se ataviaban con trajes de oficios que caracterizaban a la familia.  
- Durante la Semana Santa de 1963, momento de estrenar el paso titular actual, debido a que la altura del Cristo Crucificado era superior a la altura de la portada de la Iglesia Parroquial de Andorra (Teruel), los cofrades tuvieron que proceder a cortar parte de la cruz para que el paso pudiera acceder a la Iglesia.

## Procesiones
- Procesión de Estandartes: Sábado de Pasión a las 18,00 horas
- Vía Crucis: Domingo de Ramos a las 16,00 horas
- Procesión del Silencio: Jueves Santo a las 20,00 horas
- Procesión del Pregón del Santo Entierro: Viernes Santo a las 18,00 horas
- Procesión del Santo Entierro: Viernes Santo a las 21,00 horas
- Procesión de Jesus Resucitado: Domingo de Resurrección a las 12,15 horas

- Datos: Q17625665